# Gheorghe Nicolau
Gheorghe Nicolau (n. 19 august 1886, com. Pufești, județul Vrancea – d. 5 decembrie 1950, București) a fost un om de știință român, inginer, membru titular al Academiei Române.

## Biografie
Gheorghe Nicolau s-a născut la data de 19 august 1886 în comuna Pufești (județul Vrancea). A absolvit în anul 1911 Școala Națională,de Poduri și Șosele, fiind în aceeași promoție cu Nicolae Profiri, obținând diploma de inginer constructor. A lucrat apoi ca profesor universitar la Catedra de mașini cu combustie internă a Institutului Politehnic București (1924-1950).
A contribuit la modernizarea și amenajarea unor unități energetice cu motoare termice din România și a elaborat lucrări în domeniul teoriei motoarelor cu ardere internă. Împreună cu academicianul Nicolae Profiri, a abordat problemele științifice și tehnice ale construcției moderne de drumuri asfaltate, ocupându-se în special de aspectele legate de condițiile de climă și circulație din România. Este autor al mai multor cursuri universitare.
În perioada 4 noiembrie 1944 - 30 noiembrie 1946, Gheorghe Nicolau a deținut funcția de ministru al asigurărilor sociale în guvernele conduse de către Constantin Sănătescu, Nicolae Rădescu și Petru Groza.
A fost membru titular al Academiei de Științe din România începând cu 21 decembrie 1935.
În anul 1948 a fost ales ca membru titular al Academiei Române, deținând funcția de secretar general al acestui important for științific din România (1948-1950).
A decedat la data de 5 decembrie 1950 în București.

## Cărți publicate
- Valoarea teoriei ciclice clasice a motoarelor cu ardere internă (1949)
- Problema energiei (1949)
- Evacuarea apei din mine (1951)